# 443
| 443                |
| ------------------ |
| Dødsfald - Fødsler |
|                    |

| Gregoriansk kalender | 443 CDXLIII             |
| Ab urbe condita      | 1196                    |
| Armensk kalender     | I/T                     |
| Kinesiske kalender   | 3139 – 3140 壬午 – 癸未 |
| Etiopisk kalender    | 435 – 436               |
| Jødisk kalender      | 4203 – 4204             |
| Hindukalendere       |                         |
| - Vikram Samvat      | 498 – 499               |
| - Shaka Samvat       | 365 – 366               |
| - Kali Yuga          | 3544 – 3545             |
| Iransk kalender      | 179 BP – 178 BP         |
| Islamisk kalender    | 185 BH – 184 BH         |

Se også 443 (tal)

## Begivenheder
- De slagne burgundere får anvist land ved Rhone mod at forsvare det vestromerske rige mod alemannerne. Hovedstaden i Burgund bliver Lyon.
- Hunnerne invaderer Balkanområdet og truer Konstantinopel.